# Blacometeorus konishii
Blacometeorus konishii är en stekelart som beskrevs av Sergey A. Belokobylskij 2000. Blacometeorus konishii ingår i släktet Blacometeorus och familjen bracksteklar. Inga underarter finns listade.